# Adrian Shooter

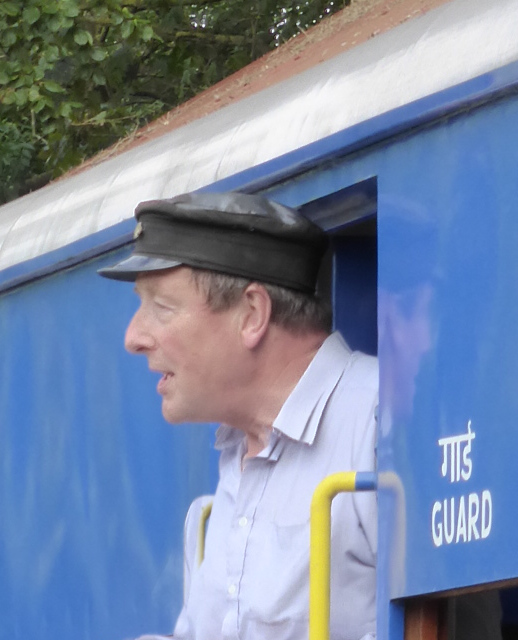
Adrian Shooter

Adrian Shooter, CBE, FREng, FIMechE (* 22. November 1948 in London; † 13. Dezember 2022 in der Schweiz) war ein britischer Manager und als solcher Vorsitzender von Eisenbahnunternehmen.

## Leben
Shooter war der erste Sohn von Reginald Arthur Shooter, (1916–2013) und dessen Frau Jean (geborene Wallace). Er begann seine Karriere in den 1970er Jahren als Auszubildender bei British Rail. Während der Privatisierung von British Rail war er Vorsitzender des M40 Trains Management Buy-out Consortiums, aus dem später Chiltern Railways wurden. Shooter wurde Chairman von DB Regio UK Ltd und beendete seine Tätigkeiten für Chiltern und DB Regio im Dezember 2011. Er war Chairman von Vivarail, einem Unternehmen, das darauf abzielt, London Underground D78 Stock zu modernisieren und sie auf Diesel-Triebwagen aufzurüsten.
Shooter war Fellow der Royal Academy of Engineering, der Institution of Mechanical Engineers und des Chartered Institute of Transport. Er war Chairman der Regionen West Midlands und Oxfordshire der Confederation of British Industry, Chairman von Bicester Vision, Direktor von Wabtec, und war bis Ende 2015 für 3½ Jahre Chairman der Oxfordshire Local Enterprise Partnership.
2013 wurde Shooter Chairman der Moorland and City Railways, und einer der Vizepräsidenten von Railfuture zusammen mit Lord Adonis, Chris Green, Roger Ford und Barry Doe. 2010 wurde Shooter für seine Dienste für die Eisenbahnindustrie zum Commander of the Order of the British Empire ernannt.

## Varia

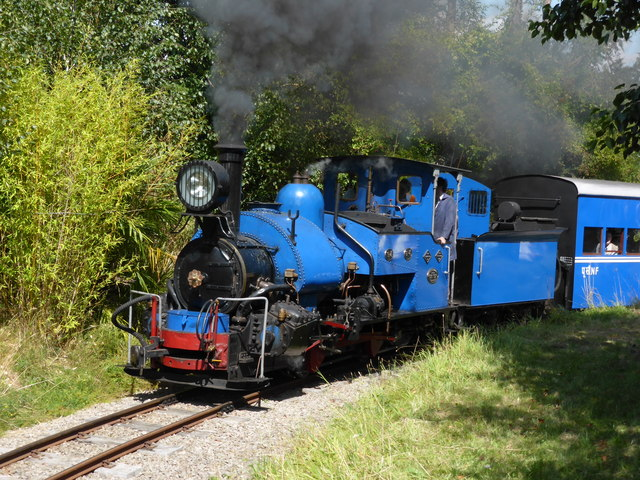
Adrian Shooters Dampflok der Darjeeling Himalayan Railway

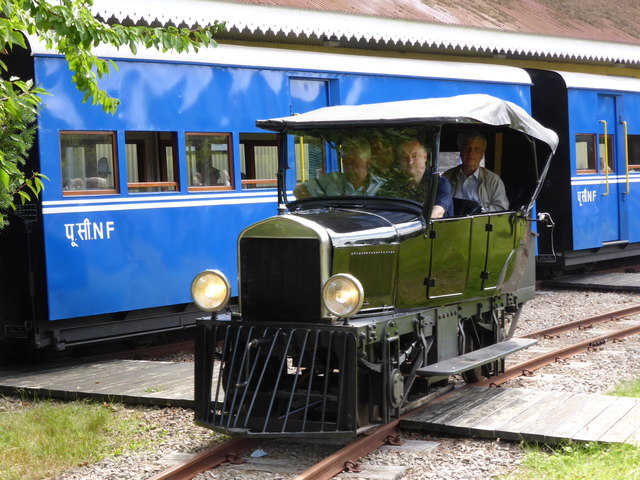
Adrian Shooters Draisine des Typs ‘Ford Model T’

Shooter war Chairman des britischen Model ‘A’ Ford Club. Er war Besitzer einer Dampflok der Darjeeling Himalayan Railway der Klasse DHR 778 (ursprünglich Nr. 19), die er auf der Beeches Light Railway auf seinem Landgut in Steeple Aston in Oxfordshire betrieb. Die dazugehörigen Wagen wurden von der Ffestiniog Railway beschafft. Shooter besaß einen indischen Hindustan Ambassador, und den Nachbau einer Draisine des Typs 'Ford Modell T' der Sandy River and Rangeley Lakes Railroad, die er von der Statfold Barn Railway erwarb.